# Вернес Селимовић
Вернес Селимовић (Доњи Вакуф, рођен 8. маја 1983) је босанскохерцеговачки фудбалер, који тренутно игра за ХШК Зрињски Мостар.